# Kostel svatého Pavla (Ostrava)
Kostel svatého Pavla je novogotický trojlodní kostel na Mírovém náměstí v Ostravě-Vítkovicích. Byl postaven v letech 1880–1886, benedikován byl 10. října 1886. Pozemek o výměře 12 000 m² pro stavbu kostela a fary darovaly Vítkovické železárny. Ty také poskytly stavební materiál a finanční podporu. Celkové náklady na stavbu činily 320 tisíc korun. V oltáři se nachází ostatky svatého Jana Sarkandera.

## Výstavba

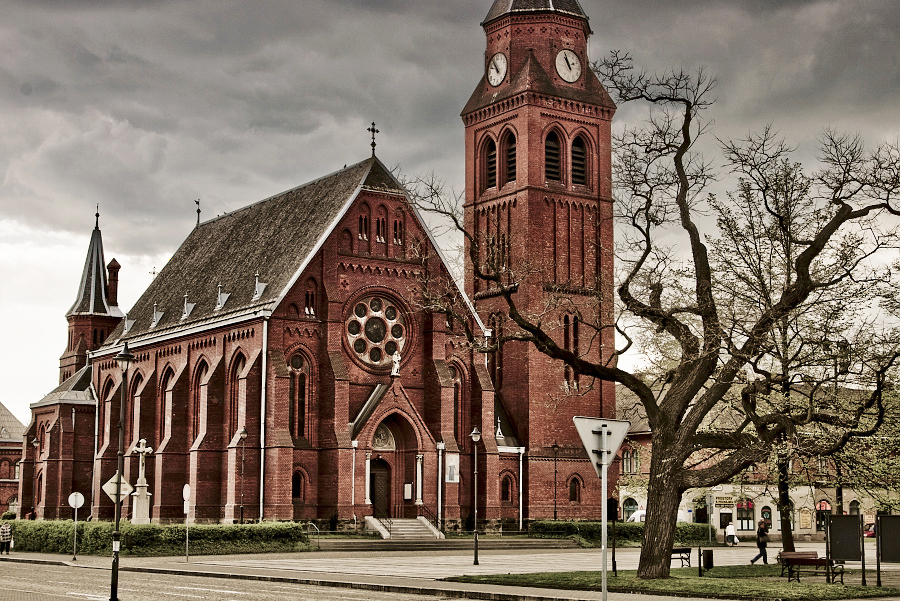
Kostel svatého Pavla (foto Boris Renner)

Po zamítnutém projektu arcibiskupského architekta Gustava Meretta a na přání olomouckého arcibiskupa Fürstenbergra, byl schválen projekt vídeňského architekta Augusta Kirsteina, se samostatnou zvonicí. Vítkovické železárny se rozhodly v roce 1882 financovat výstavbu kostela. Nejprve byla postavena a dokončena v roce 1882 vedle kostela dominantní věž, která měla tři funkce. Původní vodárenská věž se dvěma nádržemi na vodu byla zvýšená o patro zvonice s polygonální částí s věžními hodinami a jehlanovou střechou. Po ukončení první světové války byly zde zavěšeny první tři zvony odlité v Ocelárně II z ocelolitiny s výrobními čísly 1, 2 a 3. Věž sloužila jako vodárna, požární hláska a zvonice. V letech 1883–1886 byla přistavěna novogotická chrámová trojloď. Celá stavba byla provedena z neomítaných červených cihel. V těsné blízkosti byla postavena fara.
Stavba nového farního kostela znamenala i nutnost zřízení nové farnosti. Kvůli stavbě chrámu Božského Spasitele se tehdejší představitelé postavili proti vzniku nové duchovní správy a zasáhnout tak musel až Nejvyšší správní soud. Vítkovická farnost byla vyfařena roku 1888 z Moravské Ostravy.

## Současný stav
Kolem kostela vedla tramvajová trať, jejíž provoz narušoval statiku objektu. Trať byla v roce 1996 zrušena a kostel prošel rekonstrukcí exteriéru i interiéru. V současné době patří mezi chlouby městského obvodu Vítkovice. Kostel sv. Pavla byl zapsán jako kulturní památka ČR a nachází se v městské památkové zóně Vítkovic.